# WWE Elimination Chamber
WWE Elimination Chamber là một sự kiện đấu vật chuyên nghiệp được sản xuất bởi WWE. Sự kiện chỉ khả dụng thông qua việc trả tiền cho mỗi lần xem (PPV) và các dịch vụ phát trực tiếp trên Peacock và WWE Network. Sự kiện được thành lập vào năm 2010, thay thế No Way Out tổ chức vào tháng Hai hàng năm. Ý tưởng của sự kiện là một hoặc hai trận đấu của sự kiện chính được tranh tài bên trong Elimination Chamber, với trận đấu tranh chức vô địch hoặc cơ hội giành chức vô địch trong tương lai tại sự kiện lớn. Bản thân trận đấu loại Elimination Chamber đã được tổ chức vào năm 2002 và được tổ chức ở nhiều lượt xem trả tiền cho mỗi lượt xem WWE khác trước khi thành lập sự kiện vào năm 2010.
Sự kiện năm 2014 rất đáng chú ý vì đây là sự kiện cuối cùng của WWE được phát sóng độc quyền qua các PPV truyền thống do sự ra mắt của WWE Network vào ngày hôm sau, vì tất cả các sự kiện PPV kể từ đó đã được phát sóng trên cả PPV và WWE Network. Năm sau, vị trí tháng Hai của sự kiện được thay thế bằng Fastlane, với sự kiện năm 2015 thay vào đó được tổ chức vào tháng 5. Sự kiện năm đó cũng chứng kiến trận đấu đồng đội Elimination Chamber đầu tiên. Mặc dù sự kiện này không diễn ra vào năm 2016, nhưng nó đã trở lại vào năm 2017 với thiết kế lồng sắt được tân trang lại. Sự kiện này cũng quay trở lại vị trí PPV tháng Hai. Mặc dù trận đấu cùng tên ban đầu chỉ dành cho các đô vật nam, nhưng sự kiện năm 2018 có phiên bản đầu tiên dành cho nữ, cũng như trận đấu 7 người Elimination Chamber đầu tiên. Sự kiện năm 2019 đã xác định những người đầu tiên nắm giữ chức vô địch WWE Women's Tag Team Championship. Sự kiện năm 2020 rất đáng chú ý vì đây là sự kiện PPV cuối cùng của WWE được tổ chức trước khi Đại dịch COVID-19 bùng phát, khiến tất cả các buổi biểu diễn của WWE phải đóng kín cho đến giữa năm 2021. Sự kiện năm 2020 cũng được chuyển sang tháng 3 vì Super ShowDown được tổ chức vào tháng Hai, nhưng sự kiện này đã quay trở lại thời điểm tháng Hai cho sự kiện năm 2021, đây là PPV cuối cùng của WWE được tổ chức trước khi phiên bản Mỹ của WWE Network hợp nhất dưới tên Peacock vào tháng Ba năm đó. Sự kiện năm 2022 được tổ chức tại Jeddah, Ả Rập Xê Út, do đó đây là sự kiện Elimination Chamber đầu tiên diễn ra bên ngoài Hoa Kỳ và vào Thứ Bảy. Sự kiện năm 2023 là Elimination Chamber đầu tiên được tổ chức tại Canada và là sự kiện lớn đầu tiên của WWE được tổ chức tại Montreal sau 14 năm.
Trùng hợp với việc mở rộng thương hiệu, các sự kiện trong năm 2010 và 2011 có sự góp mặt của các đô vật từ các thương hiệu Raw và SmackDown trước khi lần chia tách thương hiệu đầu tiên kết thúc vào tháng 8 năm 2011. Sau khi giới thiệu lại việc chia tách thương hiệu vào giữa năm 2016, sự kiện năm 2017 được tổ chức dành riêng cho đô vật SmackDown. Sự kiện năm 2018 sau đó là dành riêng cho Raw và là PPV cuối cùng mang thương hiệu Raw của lần chia tách thương hiệu thứ hai, vì sau WrestleMania 34 của năm đó, WWE đã ngừng trả tiền cho mỗi lượt xem dành riêng cho thương hiệu. Sự kiện năm 2019 lần lượt có sự góp mặt của các đô vật từ cả hai thương hiệu Raw và SmackDown, cũng như 205 Live, trong khi các sự kiện diễn ra các năm sau đó chỉ có Raw và SmackDown.

Ở Đức, Elimination Chamber được gọi bằng một tên khác để tránh ý nghĩa của các phòng hơi ngạt được sử dụng trong Holocaust trong Chiến tranh thế giới thứ hai. Năm 2010, nó vẫn giữ tên No Way Out (Tiếng Đức: Kein Ausweg), cũng được sử dụng cho sự kiện năm 2012, nhưng vào năm 2011, nó được gọi là No Escape (Tiếng Đức: Kein Entkommen).

## Ý tưởng trận đấu Elimination Chamber
Từ năm 2010 đến năm 2012, sự kiện có hai trận đấu Elimination Chamber, thường là một trận cho mỗi thương hiệu cho đến tháng 8 năm 2011 khi phần mở rộng thương hiệu kết thúc. Vào năm 2010, trận đấu Elimination Chamber của Raw tranh đai WWE Championship trong khi trận đấu trong Phòng của SmackDown là để tranh đai World Heavyweight Championship. Vào năm 2011, trận đấu Elimination Chamber đã xác định ứng cử viên số một cho trận đấu tranh đai WWE Championship tại WrestleMania XXVII, trong khi trận đấu của SmackDown một lần nữa là tranh đai World Heavyweight Championship. Vào năm 2013, chỉ có một trận đấu Elimination Chamber diễn ra với người chiến thắng nhận được cơ hội cho trận tranh đai World Heavyweight Championship tại WrestleMania 29. Sau khi thống nhất đai WWE Championship và World Heavyweight Championship thành WWE World Heavyweight Championship vào tháng 12 năm 2013, sự kiện năm 2014 chỉ có một trận Elimination Chamber tranh đai vô địch. Trong năm 2015, có hai trận đấu Elimination Chamber. Trận đầu tiên có trận đấu đồng đội Elimination Chamber, tranh đai WWE Team Championship (nay là WWE Raw Tag Team Championship), trong khi trận đấu Elimination Chamber thứ hai tranh đai WWE Intercontinental Championship.
Sau khi phần mở rộng thương hiệu được khôi phục vào giữa năm 2016, đai WWE World Heavyweight Championship sau đó chuyển thành đai WWE Championship và trở thành độc quyền của SmackDown. Sự kiện năm 2017 chỉ dành riêng cho SmackDown và sự kiện chính là trận đấu Elimination Chamber tranh đai WWE Championship. Sự kiện năm 2018 sau đó là độc quyền của Raw và có hai trận đấu Elimination Chamber. Một là trận đấu Elimination Chamber đầu tiên dành cho nữ tranh đai Raw Women's Championship. Trận còn lại là trận đấu Elimination Chamber nam 7 người lần đầu tiên để xác định ứng cử viên số một cho trận đấu tranh đai Intercontinental Championship tại WrestleMania 34.
Sau khi các PPV dành riêng cho thương hiệu ngừng hoạt động sau WrestleMania 34, sự kiện năm 2019 có sự góp mặt của cả hai thương hiệu. Có hai trận đấu Elimination Chamber. Một là trận đấu Elimination Chamber đồng đội nữ để xác định những người đầu tiên nắm giữ đai WWE Women's Tag Team Championship, trong khi trận còn lại là trận đấu Elimination Chamber dành riêng cho SmackDown tranh đai WWE Championship. Cuối năm đó, đai Universal Championship và WWE Championship chuyển đổi thương hiệu. Sự kiện năm 2020 có một trận đấu Elimination Chamber cho mỗi thương hiệu. SmackDown là trận đấu Elimination Chamber đồng đội tranh đai SmackDown Tag Team Championship, trong khi của Raw là trận Elimination Chamber nữ tranh đai Raw Women's Championship tại WrestleMania 36. Tại sự kiện năm 2021, trận Elimination Chamber tranh đai WWE Championship, trong khi trận Elimination Chamber của SmackDown tranh đai Universal Championship diễn ra trong cùng đêm đó. Sự kiện năm 2022 có hai trận đấu Elimination Chamber, nhưng cả hai đều là độc quyền của Raw, một là trận đấu Elimination Chamber nam tranh đai WWE Championship trong khi trận còn lại là trận Elimination Chamber nữ tranh đai Raw Women's Championship tại WrestleMania 38.
Sự kiện năm 2023 có hai trận đấu Elimination Chamber, mỗi trận dành cho nam và nữ. Trận đấu nam chỉ dành riêng cho Raw tranh đai United States Championship, đây là lần đầu tiên tranh đai trong trận đấu. Trận đấu Elimination Chamber nữ là trận đấu tranh đai Raw Women's Championship tại WrestleMania 39 với sự góp mặt của ba đô vật từ mỗi thương hiệu.

## Tổ chức
|  | Raw-thương hiệu tổ chức sự kiện |  | SmackDown-thương hiệu tổ chức sự kiện |

| 1                                         | Elimination Chamber (2010)   | 21/2/2010 | St. Louis, Missouri        | Scottrade Center                    | The Undertaker (c) vs Chris Jericho vs CM Punk vs John Morrison vs Rey Mysterio vs R-Truth diễn ra trong Elimination Chamber tranh đai World Heavyweight Championship                                                            |
| 2                                         | Elimination Chamber (2011)   | 20/2/2011 | Oakland, California        | Oracle Arena                        | CM Punk vs John Cena vs John Morrison vs Randy Orton vs R-Truth vs Sheamus diễn ra trong Elimination Chamber tranh đai WWE Championship tại WrestleMania XXVII                                                                   |
| 3                                         | Elimination Chamber (2012)   | 19/2/2012 | Milwaukee, Wisconsin       | Bradley Center                      | John Cena vs Kane trong trận đấu Ambulance |
| 4                                         | Elimination Chamber (2013)   | 17/2/2013 | New Orleans, Louisiana     | New Orleans Arena                   | The Rock (c) vs CM Punk tranh đai WWE Championship |
| 5                                         | Elimination Chamber (2014)   | 23/2/2014 | Minneapolis, Minnesota     | Target Center                       | Randy Orton (c) vs Cesaro vs Christian vs Daniel Bryan vs John Cena vs Sheamus diễn ra trong Elimination Chamber tranh đai WWE World Heavyweight Championship                                                                    |
| 6                                         | Elimination Chamber (2015)   | 31/5/2015 | Corpus Christi, Texas      | American Bank Center                | Seth Rollins (c) vs Dean Ambrose tranh đai WWE World Heavyweight Championship |
| 7                                         | Elimination Chamber (2017)   | 12/2/2017 | Phoenix, Arizona           | Talking Stick Resort Arena          | John Cena (c) vs. AJ Styles vs. Baron Corbin vs. Bray Wyatt vs. Dean Ambrose vs. The Miz diễn ra trong Elimination Chamber tranh đai WWE Championship                                                                            |
| 8                                         | Elimination Chamber (2018)   | 25/2/2018 | Paradise, Nevada           | T-Mobile Arena                      | Braun Strowman vs Elias vs Finn Bálor vs John Cena vs Roman Reigns vs Seth Rollins vs The Miz diễn ra trong Elimination Chamber tranh đai WWE Universal Championship tại WrestleMania 34                                         |
| 9                                         | Elimination Chamber (2019)   | 17/2/2019 | Houston, Texas             | Toyota Center                       | Daniel Bryan (c) vs AJ Styles vs Jeff Hardy vs Kofi Kingston vs Randy Orton vs Samoa Joe diễn ra trong Elimination Chamber tranh đai WWE Championship                                                                            |
| 10                                        | Elimination Chamber (2020)   | 8/3/2020  | Philadelphia, Pennsylvania | Wells Fargo Center                  | Asuka vs Liv Morgan vs Natalya vs Ruby Riott vs Sarah Logan vs Shayna Baszler diễn ra trong Elimination Chamber tranh đai WWE Raw Women's Championship tại WrestleMania 36                                                       |
| 11                                        | Elimination Chamber (2021)   | 21/2/2021 | St. Petersburg, Florida    | WWE ThunderDome tại Tropicana Field | Drew McIntyre (c) vs The Miz tranh đai WWE Championship |
| 12                                        | Elimination Chamber (2022)   | 19/2/2022 | Jeddah, Ả Rập Xê Út        | Jeddah Super Dome                   | Bobby Lashley (c) vs AJ Styles vs Austin Theory vs Brock Lesnar vs Riddle vs Seth "Freakin" Rollins diễn ra trong Elimination Chamber tranh đai WWE Championship                                                                 |
| 13                                        | Elimination Chamber (2023)   | 18/2/2023 | Montreal, Quebec, Canada   | Bell Centre                         | Roman Reigns (c) vs Sami Zayn tranh đai Undisputed WWE Universal Championship |
| 14                                        | Elimination Chamber: Perth   | 24/2/2024 | Perth, Tây Úc, Úc          | Sân vận động Perth                  | Rhea Ripley (c) vs Nia Jax tranh đai Women's World Championship |
| 15                                        | Elimination Chamber: Toronto | 1/3/2025  | Toronto, Ontario, Canada   | Rogers Centre                       | CM Punk vs. Damian Priest vs. Drew McIntyre vs. John Cena vs. Logan Paul vs. Seth "Freakin" Rollins trong trận đấu Elimination Chamber nam giành suất tham dự trận đấu tranh đai Undisputed WWE Championship tại WrestleMania 41 |
| (c) – chỉ người vô địch bước vào trận đấu |                              |           |                            |                                     | |